# Notarcha quaternalis
Notarcha quaternalis là một loài bướm đêm trong họ Crambidae.